# Bill Graham (político)
William (Bill) C. Graham (Montreal, 17 de marzo de 1939 - 7 de agosto de 2022) fue un político, profesor y ministro de Relaciones Exteriores, de Defensa de Canadá y del que fue jefe de la oposición oficial y el Partido Liberal de Canadá.

## Vida política
Fue elegido por primera vez diputado por la circunscripción de Rosedale (ahora Centro de Toronto) en la elección federal de 1993. Fue reelegido cuatro veces, en 1997, 2000, 2004 y 2006.)
En el Parlamento, Graham se convirtió en miembro y luego presidente de la comisión permanente sobre asuntos extranjeros y comercio internacional. Fue nombrado ministro de Asuntos Exteriores en el gabinete de Jean Chretien, en 2002. Bill Graham es uno de los pocos miembros del gobierno de Chretien a ser devueltos a la oficina después de la llegada al poder del nuevo primer ministro Paul Martin el 12 de diciembre de 2003. En el gabinete después de la elección del Partido Liberal de Canadá en 2004, Graham fue exactamente el puesto de ministro de defensa. Tras la dimisión de Paul Martin como resultado de la victoria de los conservadores 23 de enero de 2006, que fue el jefe de la oposición. Como resultado de una reciente dimisión de Paul Martin como líder del Partido Liberal de Canadá, Bill Graham es también la cabeza del partido.

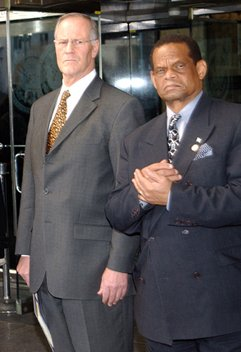
Bill Graham (izq.) y Julian Hunte.

El 2 de diciembre de 2006, Dion fue elegido líder del Partido Liberal, por lo que sustituye a Graham como líder de la oposición. El 22 de febrero de 2007, Graham dijo que no será candidato en las próximas elecciones federales. Podría ser que el ex primer ministro de Ontario y derrotado candidato a la dirección del Partido Liberal, Bob Rae, es un candidato a la nominación liberal en la circunscripción para tener éxito Graham.